# Vicente Ramos Freitas
Vicente Ramos hay Entil (sinh ngày 28 tháng 12 năm 1985) là một cầu thủ bóng đá người Đông Timor. Hiện tại anh là một tiền vệ thi đấu cho Đội tuyển bóng đá quốc gia Đông Timor.